# Criptofascismo
Il termine criptofascismo, neologismo fondato sulla parola "fascismo" cui è aggiunto il prefissoide greco κρύπτος (kryptós) che significa "nascosto", è stato usato (in particolare in Italia) a vario titolo ed a molti riguardi nella dialettica politica e storica e nella polemica legata a questi temi.
Vi si identifica in genere un atteggiamento che presenti caratteristiche affini a quelle del fascismo (o genericamente del totalitarismo), tanto in termini teorici quanto applicativi, oppure ne segua in forma non palese (o addirittura con forme ufficialmente distinte, ma sostanzialmente coincidenti) obiettivi, modi o mentalità. L'aggettivo ha connotazione negativa ed è in genere usato dagli avversari politici o ideologici, rivolto e riferito a filosofi, politici, movimenti o anche fasi storiche. Lo si ritrova indirizzato tanto a persone e movimenti di destra, come di centro, come pure all'interno della sinistra.

## Polemiche sul criptofascismo
Un criptofascismo come proposito di fascismo in forma non palese, o direttamente occulta, fu individuato da Palmiro Togliatti nella tendenza della borghesia italiana a voler "isolare «un'Anima del Risorgimento» dagli ostacoli che l'avevano impedita o deviata": su Stato Operaio, una pubblicazione clandestina degli anni Trenta, Togliatti criticò assai pesantemente l'insistito riferimento del movimento Giustizia e Libertà ad un Risorgimento asseritamente "da riprendere, da finire, da fare di nuovo", poiché - nella sua visione - l'epilogo vero del Risorgimento era stato il fascismo, ed il tentativo del movimento di cavalcare questa proposta sarebbe stato piuttosto il più vasto mai compiuto "dall'intellettualità piccolo-borghese e della piccola borghesia radicale per darsi una posizione politica autonoma, assumendo essa la direzione di tutto il movimento antifascista".
A proposito delle analisi compiute sulla storia della Germania che va da Weimar al Terzo Reich, Julius Evola comprende il termine fra quelli che, nella sua interpretazione, sono stati usati come "formule semplicistiche [...] utili nella polemica spicciola" ma insufficienti alla descrizione della realtà "più complessa e differenziata" dei fenomeni che ebbero a svilupparvisi. Evola così si esprime in un saggio su Ernst Jünger, il criptofascismo del quale è più centralmente oggetto in Victor Farias di uno studio specifico (La estética de la agresión, 1984) che riguarda anche i rapporti fra Jünger e Jorge Luis Borges, di cui suppone vincoli ideologici con questa tendenza.
Primo Levi, nel raccontare il suo conseguimento della laurea nel 1941, in tempo di applicazione delle leggi razziali, commenta l'operato di quei docenti che gli attribuirono la lode accademica: Levi sostiene che per il 40% quella lode gli venne dai suoi propri meriti, ma che il restante sarebbe stato un modo di espressione del dissenso verso la legge , e tuttavia soggiunge che "di criptofascismo ne facevano in molti", relativamente all'atteggiamento tenuto dagli italiani, con cui aveva relazioni, rispetto agli ebrei.
Anche a proposito della Resistenza, si reperisce l'accusa di criptofascismo verso quei comandanti partigiani dissenzienti da loro colleghi.
Il termine è inoltre usato per quei "fascismi che non hanno avuto responsabilità di governo", ad esempio "il criptofascismo cristiano e antisemita del rumeno Cornelio Zelea Codreanu".
Ancora, anche il Fronte dell'Uomo Qualunque di Guglielmo Giannini fu destinatario di questa accusa, così come altri movimenti di centro e di destra dell'Italia e di altri paesi. In Francia Alain De Benoist è stato oggetto di questa attribuzione nel corso di una polemica svoltasi su Le Monde a causa della formazione politica Nuova Destra da lui co-ispirata; la polemica richiamò interventi di antifascisti dall'Italia.
Ci sono tuttavia accezioni non negative, come nel caso di Hugo Pratt, il cui possibile criptofascismo è anzi stato oggetto di attenzioni non ostili da parte di gruppi eventualmente sensibili al tema.